# واحد نجومی
واحد نجومی یا یکای اخترشناسی که با نماد au,ua و AU (انگلیسی: astronomical unit) نمایش داده می‌شود یکی از یکاهای طول است. بیشترین دوری زمین تا خورشید که نزدیک ۱۵۰٬۰۰۰٬۰۰۰ کیلومتر (۹۳٬۰۰۰٬۰۰۰ مایل) برابر با یک واحد نجومی در نظر گرفته شده‌است، که نور این فاصله را در زمان ۸ دقیقه و ۲۰ ثانیه طی می‌کند.
هرچند که گردش زمین به دور خورشید در یک مدار بیضی صورت می‌گیرد ولی سالانه در یک دور کامل اوج و حضیض خورشیدی میانگین دوری زمین تا خورشید رقم تقریباً ثابتی به دست می‌دهد که در آغاز، پایهٔ اندازهٔ واحد نجومی قرار گرفت. ولی اکنون در سطح بین‌المللی توافق شده که بیشترین دوری که همان اوج است مبنا قرار گیرد. این دوری دقیقاً برابر با ۱۴۹٬۵۹۷٬۸۷۰٫۷ کیلومتر (۹۲٬۹۵۵٬۸۰۷٫۳ مایل) پذیرفته شده که بسیار نزدیک به ۱۵۰ میلیون کیلومتر یا ۹۳ میلیون مایل است.

## نماد
نماد UA از طرف ادارهٔ بین‌المللی وزن‌ها و مقیاس‌ها و استاندارد بین‌المللی ISO/IEC ۸۰۰۰۰ پیشنهاد شد. درحالی که اتحادیهٔ بین‌المللی اخترشناسی UA را پیشنهاد کرد. هم‌اکنون نماد UA در کشورهای انگلیسی‌زبان معمول‌تر است. در حالت عمومی، حروف بزرگ هنگامی به عنوان نماد استفاده می‌شوند که پس از یک دانشمند که به صورت فردی کار می‌کرده‌است انتخاب شده باشند؛ نمادهای UA یا U.u می‌توانند به معنی یکاهای اتمی یا حتی یکاهای قراردادی باشند. اما امروزه نماد AU برای اشاره به واحد نجومی به‌طور گسترده استفاده می‌شود.

## تعریف
نماد AU در اصل به عنوان طول نیم‌قطر بزرگ مدار بیضی شکل گردش زمین به دور خورشید در نظر گرفته شده بود. در سال ۱۹۷۶ (میلادی) اتحادیه بین‌المللی اخترشناسی بازگشتی به تعریف AU داشت و خواست که آن را به صورت درست‌تر بیان کند؛ بنابراین AU برابر طولی تعریف شد که در آن ثابت گرانشی گاوس (k) مقداری برابر با ۰٫۰۱۷۲۰۲۰۹۸۹۵ دارد. درحالی که همه یکاهای اندازه‌گیری، یکاهای طول، جرم و زمان هستند.
تعریف معادل دیگری که ارائه شد عبارت است از: شعاع یک مدار دایره نیوتنی غیر آشفته به دور خورشید که ذره‌ای با جرم بینهایت کوچک با بسامد زاویه‌ای ۰٫۰۱۷۲۰۲۰۹۸۹۵ رادیان در روز روی آن حرکت می‌کند. یا طولی که ثابت گرانشی خورشیدمرکز آن برابر با ۰٫۰۱۷۲۰۲۰۹۸۹۵۲AU۳/d۲ یا دوری زمین تا خورشید است.